# نمازخانه راسلین
نمازخانه راسلین (انگلیسی: Rosslyn Chapel) که پیشتر با نام نمازخانهٔ کالجی سنت متیوز (به انگلیسی: Collegiate Chapel of St Matthew) شناخته می‌شد نمازخانه‌ای از قرن پانزدهم در روستای روسلین، میدلودین در اسکاتلند است. این نمازخانه به عنوان کلیسای کاتولیک دانشگاهی کوچکی بر فراز تپه‌ای کوچک ساخته شد. این نمازخانه سومین مکان نیایش خانوادهٔ سینکلر در راسلین بود که اولی در روزلین (دژ) قرار داشت و دومی در زمینی که اکنون گورستان راسلیسن است. پس از اصلاحات پروتستانی اسکاتلند در ۱۵۶۰ نمازخانهٔ راسلین به روی عموم بسته شد و تا ۱۸۶۱ باز نشد. در آن سال به عنوان کلیسایی زیرمجموعهٔ کلیسای اپیسکوپلین اسکاتلند بازگشایی شد. از دههٔ ۱۹۸۰ و به‌ویژه پس از انتشار رمز داوینچی اثر دن براون و فیلم آن (رمز داوینچی (فیلم)) در سال ۲۰۰۶ نظریات توطئه‌ای مبنی بر ارتباط این نمازخانه با فراماسونری، جام مقدس، و شوالیه‌های معبد مطرح شد که به باور مورخان اعتباری ندارند.